# Léon (film)
 For alternative betydninger, se Léon (flertydig). (Se også artikler, som begynder med Léon)
Léon: The Professional (fransk Léon; amerikansk titel: The Professional) er en engelsksproget, fransk thriller fra 1994. Filmen er instrueret af Luc Besson og handler om Jean Reno, der spiller titelkarakteren Léon, som er en lejemorder, der arbejder for mafiaen. Gary Oldman spiller den korrupte og mentalt ustabile DEA-agent Norman Stansfield. Filmen var Natalie Portmans debut i rollen som den 12-årige Mathilda.
Filmen var en kommerciel succes idet den indspillede for over $45 millioner på verdensplan mod et budget på 16 millioner.

## Medvirkende
- Jean Reno som Leone "Léon" Montana
- Gary Oldman som Norman Stansfield
- Natalie Portman som Mathilda
- Danny Aiello som Tony
- Michael Badalucco som Mathildas far
- Ellen Greene som Mathildas mor
- Peter Appel som Malky
- Elizabeth Regen som Mathilda's sister
- Maïwenn som The Blond Babe